# Équipe des Antilles néerlandaises féminine de football
Maillots
L'équipe des Antilles néerlandaises féminine de football est l'équipe nationale qui représentait les Antilles néerlandaises dans les compétitions internationales de football féminin avant sa dissolution en 2010. Elle était gérée par la Fédération des Antilles néerlandaises de football.
La sélection n'a jamais disputé une phase finale d'une compétition majeure de football féminin, que ce soit le Championnat féminin de la CONCACAF, la Coupe du monde ou les Jeux olympiques.
Elle a disputé la Coupe caribéenne féminine 2006, où elle est éliminée au premier tour.